# Jerzy Gil (generał)
Jerzy Gil (ur. 15 stycznia 1947 w Gliwicach) – generał brygady Wojska Polskiego, profesor nauk medycznych (1993); od 2005 szef Zespołu Konsultantów Wojskowej Służby Zdrowia Wojskowego Instytutu Medycznego.

## Życiorys
Jerzy Gil syn Zbigniewa urodził się 15 stycznia 1947 w Gliwicach. W 1964 rozpoczął służbę wojskową jako słuchacz Wydziału Lekarskiego w Wojskowej Akademii Medycznej w Łodzi. W 1970 uzyskał dyplom tej uczelni oraz promocję na stopień podporucznika będąc promowany przez gen. Józefa Urbanowicza. W 1971 otrzymał przydział służbowy na stanowisko młodszego asystenta w 106 Wojskowym Szpitalu Garnizonowym w Gliwicach. W 1972 został skierowany do Zabrza na stanowisko lekarza izby chorych w 34 pułku inżynieryjno-budowlanym w Zabrzu. 
W 1974 uzyskał I stopień specjalizacji w zakresie chorób wewnętrznych. W roku 1975 uzyskał stopień doktora nauk medycznych na Wydziale Lekarskim Śląskiej Akademii Medycznej w Katowicach. Od 1976 asystent Klinki Chorób Wewnętrznych w Centrum Kształcenia Podyplomowego Wojskowej Akademii Medycznej w Warszawie. W 1977 uzyskał II stopień specjalizacji i objął stanowisko starszego asystenta Kliniki Chorób Wewnętrznych Centrum Kształcenia Podyplomowego WAM. 
Od roku 1983 kierował Zakładem Endoskopii Centralnego Szpitala Klinicznego WAM. W 1984 na tym stanowisku uzyskał stopień doktora habilitowanego. W styczniu 1993 uzyskał tytuł profesor nauk medycznych. W 1995 został awansowany na generała brygady przez prezydenta RP Aleksandra Kwaśniewskiego. W roku 1996 został wyznaczony na stanowisko profesora zwyczajnego-szefa Zespołu Zabezpieczenia Medycznego Zwierzchnika Sił Zbrojnych Samodzielnego Publicznego Zakładu Opieki Zdrowotnej w Warszawie. Od roku 2000 profesor zwyczajny w Wojskowej Akademii Medycznej w Łodzi. W 2001 rozpoczął kierować Kliniką Gastroenterologii Centralnego Szpitala Klinicznego WAM w Warszawie. W 2005 był szefem Zespołu Konsultantów Wojskowej Służby Zdrowia Wojskowego Instytutu Medycznego. W 2006 był w rezerwie kadrowej MON, po czym zakończył zawodową służbę wojskową.

## Awanse[2]
- podporucznik – 1970
- porucznik – 1972
- kapitan – 1976
- major – 1981
- podpułkownik – 1984
- pułkownik – 1988
- generał brygady – 1995

## Ordery, odznaczenia i wyróżnienia[2]
- Krzyż Kawalerski Orderu Odrodzenia Polski – 1994[1]
- Złoty Krzyż Zasługi
- Medal „Milito Pro Christo” – 2012[5]

i inne